# Hazel Court
Hazel Court (Birmingham, 10 de febrero de 1926 – Lago Tahoe, California, 15 de abril de 2008) fue una actriz británica conocida por sus roles en películas de terror durante los años 1950 y 1960.
Su padre fue un notable jugador de cricket. A los catorce años, Hazel estudió drama en el Birmingham Repertory Theatre y el Alexander Theatre, en Birmingham. A los dieciséis años, conoció al director Anthony Asquith en Londres, quien le dio un breve papel en la película de 1944 Champagne Charlie.
Court ganó el Premio de la Crítica Británica por su rol de una joven lisiada en Carnival de 1946. También apareció en Holiday Camp (1947) y Bond Street (1948). Su primer papel en una película fantástica fue en Ghost Ship (1952). También actuó en Devil Girl from Mars y Doctor Blood's Coffin.
Hazel Court quiso hacer comedias, y entre 1957 y 1958 participó en la serie cómica televisiva Dick and the Duchess, pero siguió apareciendo en películas de horror. En 1957 participó en La maldición de Frankenstein. Debió viajar a Hollywood para actuar en cuatro episodios de la serie de televisión de Alfred Hitchcock. Asimismo, tuvo papeles en las películas A Woman of Mystery (1958) y The Man Who Could Cheat Death (1959), entre otras.
Actuó en la serie televisiva Danger Man, transmitida entre 1960-1962.
A inicios de los años 1960, Court se mudó permanentemente a Estados Unidos. Participó en las películas de horror basadas en los cuentos de Edgar Allan Poe The Premature Burial (1962), The Raven (1963) y La máscara de la muerte roja (1964), esta última coprotagonizada con Vincent Price.
En 1949 contrajo matrimonio con el actor irlandés Dermot Walsh, de quien se divorció en 1963. Tuvieron una hija, Sally, quien apareció con ella en la película La maldición de Frankenstein. En 1964 se casó con el actor estadounidense Don Taylor con quien tuvo dos hijos más, y de quien enviudó en 1998. Se retiró del espectáculo en 1964 para concentrarse en su vida familiar.
En 1981 apareció brevemente en Omen III: The Final Conflict, aunque no apareció en los créditos. También apareció en varios episodios de distintas series de televisión, incluyendo Mission: Impossible, Dr. Kildare, Twelve O'Clock High, y The Twilight Zone, y en el capítulo 27 de la primera temporada de Bonanza.
Además de su carrera como actriz, Hazel Court también se dedicó a la pintura y la escultura, disciplina que estudió en Italia. Escribió su autobiografía, titulada Hazel Court Horror Queen, poco antes de su fallecimiento.
Court murió de un ataque cardíaco en su casa cercana al Lago Tahoe, en California, el 15 de abril de 2008, a los 82 años de edad. Fue incinerada y las cenizas esparcidas en el mar.

## Filmografía
- 1944: Champagne Charlie
- 1944: Dreaming
- 1946: Carnival
- 1946: Gaiety George
- 1947: Holiday Camp
- 1947: Dear Murderer
- 1947: Meet Me at Dawn
- 1947: The Root of All Evil
- 1948: Bond Street
- 1948: My Sister and I
- 1949: Forbidden
- 1953: Counterspy
- 1953: Ghost Ship
- 1953: Undercover Agent
- 1954: A Tale of Three Women
- 1954: Devil Girl from Mars
- 1954: The Scarlet Web
- 1956: Behind the Headlines
- 1956: The Narrowing Circle
- 1957: A Woman of Mystery
- 1957: Hour of Decision
- 1957: La maldición de Frankenstein
- 1959: Breakout
- 1959: The Man Who Could Cheat Death
- 1960: Model for Murder
- 1960: The Man Who Was Nobody
- 1960: The Shakedown
- 1961: Dr. Blood's Coffin
- 1962: The Premature Burial
- 1963: The Raven
- 1964: The Masque of the Red Death
- 1981: Omen III: The Final Conflict